# Rudolf Kohlrausch
Pour les articles homonymes, voir Kohlrausch.
Rudolf Hermann Arndt Kohlrausch (Göttingen, 6 novembre 1809 - Erlangen, 8 mars 1858) est un physicien allemand, professeur à l’Université de Marbourg et à l’Université d'Erlangen. 

## Biographie
Il est le fils du pédagogue Heinrich Friedrich Theodor Kohlrausch (1780-1867) et le père du physicien Friedrich Wilhelm Georg Kohlrausch (1840-1910).
En 1854 Kohlrausch introduit la notion de relaxation et utilise la fonction exponentielle étirée (ou fonction de Kohlrausch-Williams-Watts) pour expliquer les phénomènes de relaxation de la bouteille de Leyde.
En 1857 avec Wilhelm Weber (1804-1891), il montre que le rapport des unités électrostatiques et électromagnétiques sont équivalent à une vitesse dont la valeur est proche de la célérité de la lumière telle qu'on la connait à l'époque. Cette découverte conduit à la conjecture de Maxwell selon laquelle la lumière est une onde électromagnétique. La première utilisation de la lettre "c" pour noter la célérité de la lumière se trouve dans un article de Kohlrausch et Weber de 1856.
Rudolf Kohlrausch est le grand-père du juriste Eduard Kohlrausch (1874, Darmstadt - 1948, Berlin).